# Hatena arenicola
Hatena arenicola ist ein meeresbewohnender einzelliger Eukaryot, der eine Gemeinschaft mit einer Grünalge der Gattung Nephroselmis eingeht. Die Art wurde bis jetzt nur an  einem japanischen Sandstrand gefunden, worauf auch ihre Benennung hinweist (Hatena, jap. はてな, dt. Die Geheimnisvolle und arenicola, lat. sandbewohnend).

## Beschreibung
Hatena arenicola ist entlang der dorsiventralen Achse abgeflacht, in ventraler Ansicht eiförmig, 30–40 µm lang und 15–20 µm breit. Subapikal, also unterhalb der Spitze, befindet sich eine 3–4 µm lange und ca. 2 µm breite Furche, aus der die lange vordere und die kürzere hintere Geißel austreten. Zwei Reihen von lichtmikroskopisch gut erkennbaren Ejectisomen liegen vor dem hinteren Ende der Furche. Der große Zellkern liegt mittig im hinteren Bereiche der Zelle. Der größte Teil des verbleibenden Cytoplasma ist mit dem Endosymbionten besetzt, der  überwiegend von seinem Plastid erfüllt ist. Im Vergleich zu freilebenden Nephroselmis-Zellen sind die Symbionten bis zu zehnfach vergrößert und weisen ein reduziertes Cytoplasma sowie mehrere Pyrenoide auf. Sie weisen außerdem einen komplex gebauten Augenfleck auf. Bei im Freiland gefangenen Zellen fehlt der Symbiont nur selten, einige Symbionten sind jedoch nicht voll entwickelt, was über den Lebenszyklus erklärt werden könnte.

## Lebenszyklus
Bei der Teilung wandert der Kern der Wirtszelle zuerst an die Spitze zwischen den Insertionspunkt der Geißeln und den Augenfleck des Symbionten. Der Symbiont zieht sich dann in die linke Zellhälfte zurück. Nach der Bildung eines zweiten Flagellenpaars teilen sich Zellkern und Zelle, so dass eine grüne Tochterzelle mit Symbiont und eine farblose Tochterzelle entstehen. Die farblosen Zellen bilden einen komplexen Zellmund aus und leben wahrscheinlich bis zur Aufnahme eines neuen Symbionten per Phagocytose räuberisch. Da der genaue Stamm des Symbionten nicht bekannt ist, konnte der vollständige Zyklus im Labor bisher nicht beobachtet werden.
Evolutionsbiologisch ist diese Symbiose von Interesse, da hier ein Wechsel von Heterotrophie zu Autotrophie vorliegt und die Aufnahme des Symbionten durch Hatena arenicola als Räuber der Aufnahme von Organellen anderer Eukaryoten, wie in der Endosymbiontentheorie beschrieben, entsprechen könnte.